# National Film Award/Beste Kamera
Die Gewinner des National Film Award der Kategorie Beste Kamera (Best Cinematography) waren:
| Jahr | Kameramann                             | Film                                                               | Sprache                           | Labor                             |
| ---- | -------------------------------------- | ------------------------------------------------------------------ | --------------------------------- | --------------------------------- |
| 1967 | M. N. Malhotra S. Ramachandran         | Hamraaz (Farbfilm) Bambai Raat Ki Bahon Mein (Schwarzweißfilm)     | Hindi                             |                                   |
| 1968 | K. S. Prasad Nariman Irani             | Thillana Mohanambal (Farbfilm) Saraswati Chandra (Schwarzweißfilm) | Tamilisch Hindi                   |                                   |
| 1969 | Marcus Bartley K. K. Mahajan           | Shanthi Nilayam (Farbfilm) Sara Akash (Schwarzweißfilm)            | Tamilisch Hindi                   |                                   |
| 1970 | Radhu Karmakar K. K. Mahajan           | Mera Naam Joker (Farbfilm) Uski Roti (Schwarzweißfilm)             | Hindi                             |                                   |
| 1971 | S. Ramachandran Nando Bhattacharya     | Reshma Aur Shera (Farbfilm) Anubhav (Schwarzweißfilm)              | Hindi                             |                                   |
| 1972 | K. K. Mahajan M. Ravi Varma            | Maya Darpan (Farbfilm) Swayamvaram (Schwarzweißfilm)               | Hindi Malayalam                   |                                   |
| 1973 | Soumendu Roy Apurba Kishore Bir        | Ashani Sanket (Farbfilm) 27 Down (Schwarzweißfilm)                 | Bengalisch Hindi                  |                                   |
| 1974 | Soumendu Roy K. K. Mahajan             | Sonar Kella (Farbfilm) Chorus (Schwarzweißfilm)                    | Bengalisch                        |                                   |
| 1975 | Ishan Arya B. S. Lokanath              | Muthyala Muggu (Farbfilm) Apoorva Ragangal (Schwarzweißfilm)       | Telugu Tamilisch                  |                                   |
| 1976 | S. Ramachandran P. S. Nivas            | Rishya Shringa (Farbfilm) Mohiniyattam (Schwarzweißfilm)           | Kannada Malayalam                 |                                   |
| 1977 | Soumendu Roy Balu Mahendra             | Shatranj Ke Khilari (Farbfilm) Kokila (Schwarzweißfilm)            | Urdu / Hindi / Englisch Tamilisch |                                   |
| 1978 | Govind Nihalani Shaji N. Karun         | Junoon (Farbfilm) Thampu (Schwarzweißfilm)                         | Hindi Malayalam                   |                                   |
| 1979 | Rajan Kinagi Kamal Nayak               | Shodh (Farbfilm) Neem Annapurna (Schwarzweißfilm)                  | Hindi Bengalisch                  |                                   |
| 1980 | Ashok Kumar Sivan                      | Nenjathai Killathey (Farbfilm) Yagam (Schwarzweißfilm)             | Tamilisch Malayalam               |                                   |
| 1981 | Ashok Mehta Shripathi R. Bhat          | 36 Chowringhee Lane (Farbfilm) Mooru Darigalu (Schwarzweißfilm)    | Englisch Kannada                  |                                   |
| 1982 | Balu Mahendra                          | Moondram Pirai (Farbfilm)                                          | Tamilisch                         |                                   |
| 1983 | Madhu Ambat Raj Sekhar und B. Bindhani | Adi Shankaracharya (Farbfilm) Neerab Jhada (Schwarzweißfilm)       | Sanskrit Oriya                    |                                   |
| 1984 | Jehangir Choudhury                     | Holi                                                               | Hindi                             |                                   |
| 1985 | Subrata Mitra                          | New Delhi Times                                                    | Hindi                             |                                   |
| 1986 | Venu                                   | Namukku Parkkan Munthiri Thoppukal                                 | Malayalam                         |                                   |
| 1987 | P. C. Sriram                           | Nayagan                                                            | Tamilisch                         |                                   |
| 1988 | Apurba Kishore Bir                     | Daasi                                                              | Telugu                            |                                   |
| 1989 | Virendra Saini                         | Salim Langde Pe Mat Ro                                             | Hindi                             |                                   |
| 1990 | Santosh Sivan                          | Perumthachan                                                       | Malayalam                         |                                   |
| 1991 | Apurba Kishore Bir                     | Adi Mimansa                                                        | Oriya                             |                                   |
| 1992 | Venu                                   | Miss. Beatty's Children                                            | Englisch                          |                                   |
| 1993 | Venu                                   | Ponthan Mada                                                       | Malayalam                         |                                   |
| 1994 | K. V. Anand                            | Thenmavin Kombath                                                  | Malayalam                         |                                   |
| 1995 | Santosh Sivan                          | Kalapani                                                           | Malayalam                         |                                   |
| 1996 | Mrinal Kanthidas                       | Rag Birag                                                          | Assamesisch                       |                                   |
| 1997 | Santosh Sivan                          | Iruvar                                                             | Tamilisch                         |                                   |
| 1998 | Santosh Sivan                          | Dil Se                                                             | Hindi                             |                                   |
| 1999 | Anil Mehta                             | Hum Dil De Chuke Sanam                                             | Hindi                             |                                   |
| 2000 | Ashok Mehta                            | Moksha                                                             | Hindi                             |                                   |
| 2001 | Ramachandra Halkare                    | Dweepa                                                             | Kannada                           |                                   |
| 2002 | Abhik Mukhopadhyay                     | Patalghar                                                          | Bengalisch                        |                                   |
| 2003 | Abhik Mukhopadhyay                     | Bhalo Theko                                                        | Bengalisch                        |                                   |
| 2004 | Mahesh Aney                            | Swades                                                             | Hindi                             |                                   |
| 2005 | Madhu Ambat                            | Sringaram                                                          | Tamilisch                         | Prasad Film Laboratories, Chennai |
| 2006 | Goutam Ghose                           | Yatra                                                              | Hindi                             | Rainbow Colour Lab                |
| 2007 | Shanker Raman                          | Frozen                                                             | Hindi                             | Deluxe Laboratories, USA          |
| 2008 | Abhik Mukhopadhyay                     | Antaheen                                                           | Bengalisch                        | Filmlab, Mumbai                   |

Derzeit erhalten Kameramann und Filmentwicklungslabor des Gewinnerfilms einen Rajat Kamal und ein Preisgeld von 50.000 Rupien.